# Естель Мосселі
Естель Мосселі (фр. Estelle Mossely, після одруження Естель Йока Мосселі (фр. Estelle Yoka Mossely), нар. 18 серпня 1992, Кретей, Іль-де-Франс, Франція) — французька боксерка, олімпійська чемпіонка 2016 року, чемпіонка світу 2016 року, срібна призерка чемпіонату Європи 2014 та Європейських ігор 2015, бронзова призерка Європейських ігор 2023, чемпіонка світу за версією IBO (2019—2023) у легкій вазі.

## Біографія
Мати — українка, батько — з Конго. Батько Мосселі приїхав в Україну вчитися на електротехніка. Тут він зустрів українську дівчину з районного центру. Повернутися в Конго не вийшло — почалася війна, тому хлопець з родиною переїхав до Франції, де й народилася Естель.

## Любительська кар'єра

### Чемпіонат світу 2012
- 1/32 фіналу: Перемогла Нго Хі Цюнь (В'єтнам) — 17-10
- 1/16 фіналу: Перемогла Юлію Ірменп (Німеччина) — 12-11
- 1/8 фіналу: Перемогла Таасмаль Тонгджань (Таїланд) — 13-11
- 1/4 фіналу: Програла Мавзуні Чорієвій (Таджикистан) — 12-20

### Чемпіонат світу 2014
- 1/16 фіналу: Перемогла Сандру Бруггер (Швейцарія) — PTS (2-0)
- 1/8 фіналу: Перемогла Лу Тхі Дуен (В'єтнам) — PTS (2-0)
- 1/4 фіналу: Перемогла Кінгу Сіву (Польща) — PTS (2-0)
- 1/2 фіналу: Програла Яні Алексєєвній (Азербайджан) — PTS (1-2)

### Чемпіонат світу 2016
- 1/16 фіналу: Перемогла Рі Тонг Сун (Північна Корея) — PTS (3-0)
- 1/8 фіналу: Перемогла Кароліну Вейн (Канада) — PTS (3-0)
- 1/4 фіналу: Перемогла Яну Алексєєвну (Азербайджан) — PTS (3-0)
- 1/2 фіналу: Перемогла Кеті Тейлор (Ірландія) — PTS (2-1)
- Фінал: Перемогла Анастасію Бєлякову (Росія) — PTS (3-0)

### Олімпійські ігри 2016
- 1/4 фіналу: Перемогла Ірму Тесту (Італія) — PTS (3-0)
- 1/2 фіналу: Перемогла Анастасію Бєлякову (Росія) — TKO
- Фінал: Перемогла Їнь Цзюньхуа (Китай) — PTS (2-1)

Перемогу у фіналі Олімпіади 2016 Мосселі здобула у свій день народження. За цей успіх була нагороджена Орденом Почесного легіону.
У 2022 році вирішила повернутися до аматорського боксу заради виступу на Олімпійських іграх 2024.
На Європейських іграх 2023 перемогла трьох суперниць, у півфіналі програла Келлі Гаррінгтон (Ірландія), завоювала бронзову медаль і кваліфікувалася на Олімпіаду 2024.
На Олімпійських іграх 2024 програла в першому бою Джаджейрі Гонсалес (США).

## Професіональна кар'єра
2018 року Естель Мосселі дебютувала на професійному рингу.
14 червня 2019 року завоювала вакантний титул чемпіонки світу серед жінок за версією IBO у легкій вазі.
28 квітня 2023 року звела внічию бій з чемпіонкою WBC Silver у першій напівсередній вазі Магалі Родрігес (Мексика).

## Особисте життя
Чоловік — Тоні Йока, французький боксер, олімпійський чемпіон 2016 року. Тоні Йока та Естель Мосселі стали першою золотою олімпійською парою в боксі.
Діти — Алі (2017) і Магомед (2019).
31 жовтня 2021 року Тоні Йока через Instagram повідомив про те, що він з Естель вже кілька місяців розлучені.